# Haloarchaeobius
Genre
Espèces de rang inférieur
- Haloarchaeobius iranensis

Haloarchaeobius est un genre d'archées halophiles de la famille des Halobacteriaceae.